# Антоновський Геннадій Михайлович
Антоновський Геннадій Михайлович (31 серпня 1859, Санкт-Петербург — 13 травня 1903, Київ) — цивільний інженер, київський губернський архітектор.

## Життєпис
Народився у Санкт-Петербурзі. Середню освіту здобув у 1-му Петербурзькому реальному училищі.
Вищу професійну освіту здобув у Інституті цивільних інженерів (закінчив навчання 1887 року).
Після завершення навчання служив у Технічно-будівному комітеті МВС, практичні навички здобував на будівництві споруд Самаро-Уфімської зщалізниці.
1890 року був призначений у Волинську губернію, працював у будівному відділенні, зокрема займався підготовкою до приїзду Олександра ІІІ. Покращив стан доріг, пристосував Рівненське реальне училище для перебування в ньому імператорської родини.
Потім з 1891 по 1894 роки служив у Новгородській губернії, а з 1894 року працював губернським інженером Курляндської губернії у місті Мітава.
На початку 1896 року через погіршення здоров'я переїхав до Києва, був затверджений на посаді губернського архітектора, що була вакантна з весни 1895 року.
Здійснював будівництво у Києві та Київській губернії.
Головною роботою архітектора було зведення Троїцького народного будинку.
В останні роки тяжко хворів на туберкульоз, тому на завершальній стадії будівництва Троїцького дому роботами керував архітектор Павло Голландський.
Помер у Києві.
Відзначився тим, що безоплатно здійснив розробку проекту та здійснення нагляду за будівництвом, чим суттєво допоміг.
Тому у некролозі митця було написано такі рядки: «Відзначаючись високими якостями розуму, душі та серця, задумливий та серйозний, лицарськи благородний та великодушний, найдобріший за побудженням свого серця, найгуманніший за своїми поглядами, ідеально чистий, ідеально безкорисливий — він був дорогий усім, кому дорогі ці якості людської душі»

## Роботи у Києві та інших містах
- Лікарняні корпуси у Фастові (кінець 1890-х);
- Лікарняні корпуси у Боярці (кінець 1890-х);
- Капітальна реконструкція будинку генерал-губернатора на розі вулиці Інститутської та Шовковичної (1898 р., не зберігся);
- Надбудова комплексу Присутніх місць (1900 р.);
- Будівля хірургічного та гінекологічногов ідділень Кириліської лікарні (1900—1901 рр.);
- Прибудова Будинку працелюбства на вул. Гоголівській № 39 (1901 р.);
- Троїцький народиний будинок (1901—1902 рр.).

## Адреси у Києві
- вул. Левашовська (тепер Шовковична № 18 (до 1899);
- вул. Левашовська (тепер Шовковична № 20 (1900—1903).